# Рифаміцинові антибіотики

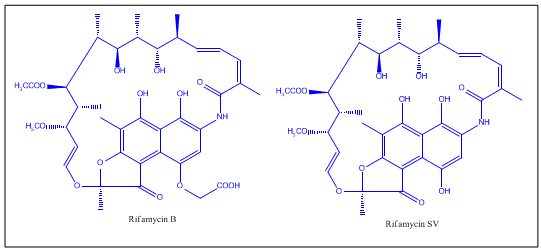
Хімічна структура рифаміцинів B та SV

Рифаміци́ни — це група антибіотиків, що синтезуються бактеріями Amycolatopsis mediterranei або виробляються в штучних умовах. До групи належать такі антибіотики як Рифампіцин, Рифабутин та Рифапентин.